# コタンタン半島

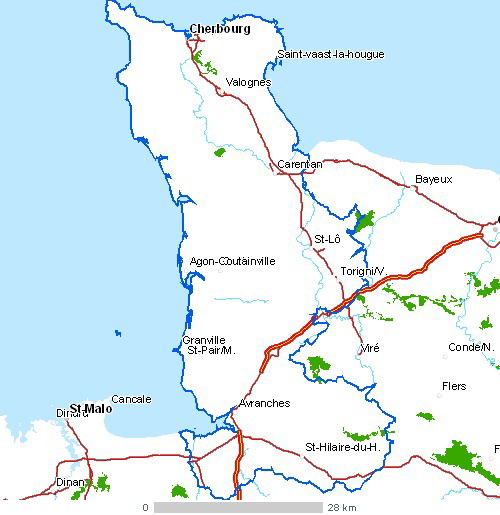
コタンタン半島

コタンタン半島（コタンタンはんとう、仏: Péninsule du Cotentin）は、フランス北西部にある半島。日本ではノルマンディー半島とも呼ばれる。北はイギリス海峡に臨み、西にサン＝マロ湾およびチャンネル諸島、ショゼー諸島がある。半島は南東から北西へ伸び、長さは約100km。第二次世界大戦時のノルマンディー上陸作戦では、東岸が連合国軍の上陸地となった。半島ほぼ全域がノルマンディー地域圏・マンシュ県に属している。主要都市として北岸にシェルブール＝アン＝コタンタンが位置する。
東側基部のベッサン地域とヴェ湾一帯にはフランスで最大規模の泥炭地があり、ハシボソヨシキリなどの様々な水鳥とスズメ目の鳥類が生息している。1991年にラムサール条約登録地となった。
主産業は原子力産業であり、発電所の他にラ・アーグ再処理工場を有して雇用を生み出している。コタンタン半島で働く民間企業従業員の3分の1が同工場やフランス電力（EDF）など原子力発電関連である。
文化面においては、ノルマン語が根強く残っている地方であり、画家のジャン＝フランソワ・ミレー、詩人のジャック・プレヴェール等がこの半島の出身者である。また、哲学者のアンリ・ベルクソンも少年期をここで過ごした。